# Mike Torrao
Mike Torrao født den 25. juli, 1964 er en amerikansk musiker bedst kendt for sit arbejde med thrash/dødsmetal-bandet Possessed. I 1983 dannede Torroa sammen med Mike Sus (trommer) garagebandet Possessed. De gennemgik flere medlemsudskiftninger inden vokalisten Barry Fisk begik selvmord, og Jeff Becerra kom med i gruppen. Bandet begyndte at udarbejde deres egen specielle lyd som fik enorm indflydelse på etableringen af dødsmetal.

## Diskografi

### Med Possessed
- 1984: Death metal
- 1985: Demo 1985
- 1985: Seven Churches
- 1986: Beyond the Gates
- 1987: The Eyes of Horror
- 1992: Victims of Death

## Fodnoter
1. 1 2  "The Gauntlet: Possesseds biografi". Arkiveret fra originalen 16. marts 2009. Hentet 30. august 2009.